# Capdown
Capdown is een Britse punkband uit Milton Keynes. Oorspronkelijk bekend als Soap, hebben hun songs politieke thema's waarnaar wordt verwezen met hun naam, wat een afkorting is voor Capitalist Downfall. Door ska, punk, hardcore, dub, drum en basgitaar en reggae te mixen, bouwde Capdown een reputatie op rond hun onafhankelijke publicaties en talloze tournees.

## Bezetting
- 'Shakey' Jake Sims-Fielding[2]
- Robin 'Boob' Goold[3]
- Keith Minter[4]
- Tim 'Makkaz' Macdonald[5]
- Andrew 'Eddie' Hunt

## Geschiedenis
In mei 2000 bracht het Household Name Records Capdowns debuutalbum Civil Disobedients uit. Het album bevatte hardcore, maar ook ska en dub. Volgens de website Drowned in Sound begon met het album een underground punkcircuit. Het album werd vermeld op #76 in de top honderd lijst van de NME voor dit decennium. In hetzelfde jaar speelde Capdown bijna 250 optredens. Begin 2001 toerde Capdown met een aantal gevestigde Amerikaanse bands, waaronder Less Than Jake en speelde het tijdens het Deconstruction touringfestival met Pennywise en Lagwagon. In september 2001 bracht Capdown hun tweede album Pound for the Sound uit en ontving positieve recensies van Kerrang! Het jaar daarop volgden tournees met Bad Religion en Hundred Reasons. In 2003 tekende de band bij Fierce Panda Records en bracht de twee ep's Act Your Rage en New Revolutionaries uit. De band kreeg lovende kritieken voor hun live optredens.
De definitieve bezetting omvatte Jake Sim-Fielding (zang en saxofoon), Boob Goold (basgitaar), Keith Minter (zang en gitaar), Tim Macdonald (drums) en een nieuwe toevoeging, Andrew 'Eddie' Hunt (keyboards/samples). Ze brachten op 5 februari 2007 het album Wind Up Toys uit bij Fierce Panda Records. De band ging uit elkaar na hun laatste Britse tournee, die op 9 november 2007 zou plaatsvinden in hun geboortestad Milton Keynes. Hun laatste show vond echter plaats op 7 juni 2008 in de Pitz-club in Milton Keynes, na een warming-up op de Kingston Peel op 5 juni 2008. Op 16 februari 2010 werd via punktastic.com aangekondigd, dat Capdown exclusief opnieuw zou worden geformeerd voor het Slam Dunk-festival, dat op 29 en 30 mei van dat jaar in Londen en Leeds werd gehouden. De band heeft nu echter gespeeld op het Rebellion Festival in Blackpool, tussen 4 en 6 augustus 2011. Daarnaast waren ze te zien op het Hevy Fest in Kent, tussen 5 en 8 augustus 2011 en op het Reading and Leeds Festival op 27 augustus 2011 (Reading) en 28 augustus (Leeds).

## Andere projecten
Na de oorspronkelijke ontbinding van Capdown werkten zowel Goold als Macdonald samen met Simon Wells van Snuff/Southport aan de nieuwe band The Maccalites. Goold, Minter en Macdonald zijn ook lid van rockband This Contrast Kills en The GetGone. Vanaf 2013 speelt Tim Macdonald drums in de Britse hardcore-band Menshevik samen met Steve Pitcher van Vanilla Pod, Dan Hawcroft eerder van Whizzwood en Robert Dempsey van Mustard City Rockers. Sinds 2012 werkt Robin Goold aan The GetGone met Ben Hyman, David Lloyd (1000Hz) en Rob Blay. De band bracht in 2013 de 5-tracks ep Stories and Ruses uit en hun debuutalbum One thousand ways to live in april 2016. Beide opgenomen en geproduceerd door Keith Minter van Capdown.

## Discografie

### Singles
- 2003:	Act Your Rage (Fierce Panda)
- 2003:	New Revolutionaries	(Gravity DIP)
- 2006:	Keeping Up Appearances (Fierce Panda)
- 2007:	Surviving the Death of a Genre (Fierce Panda)
- 2007:	No Matter What (Fierce Panda)

### Albums
- 2000:	Civil Disobedients (Household Name)
- 2001:	Pound for the Sound	(Household Name)
- 2007:	Wind Up Toys (Fierce Panda)

### Muziekvideo's
- 2003: Act Your Rage
- 2003: New Revolutionaries

### Andere publicaties
- 1999:	Time for Change EP (Household Name)
- 2000:	Split EP (Household Name) split met Link 80
- 2001:	Christmas Fisting EP (Household Name) split met Hard Skin and Southport
- 2004:	Live in Brighton (Punker Bunker) live dvd; split met Rude Bones
- 2005:	Live in M.K. (Gravity DIP) livealbum
- 2007:	Live EP (Fierce Panda) live ep; inbegrepen bij sommige edities van Wind Up Toys en vervolgens weggegeven als gratis download